# Исток (Алтайский край)
Исток — упразднённый посёлок в Поспелихинском районе Алтайского края. На момент упразднения входил в состав Мамонтовского сельсовета. Исключён из учётных данных в 1986 году.

## География
Располагался на левом берегу реки Алей ниже впадения в него ручья Исток, приблизительно в 3 километрах (по прямой) к югу от посёлка имени Мамонтова.

## История
Образован как производственное отделение совхоза имени Мамонтова.
Решением Алтайского краевого исполнительного комитета от 10.02.1986 года № 38 посёлок исключён из учётных данных.